# Castagneto (Teramo)
Castagneto è una frazione del Comune di Teramo situata a 6 km dal capoluogo, alle pendici dei Monti della Laga, al termine di una diramazione della SP 50 che porta a Ioanella.

## Geografia fisica
Dalla sua posizione collinare è possibile vedere sia il mare Adriatico che il massiccio del Gran Sasso che presenta l'aspetto di un gigante addormentato.

## Storia
Storicamente vi sono notizie di Castagneto ed altre contrade vicine sin dall'anno 1000 e l'antica chiesa di Santa Maria de Praediis ne offre ampia testimonianza. 
Fu feudo, con Pantaneto e San Giovanni a Scorzone, della "città Regia e Vescovile di Teramo". Nella parte più elevata del paesino sorge il palazzo Ianuarii-Scaricamazza, dal nome dell'omonima famiglia che lo acquistò all'inizio del XIX secolo, al centro del quale si erge la torre visibile anche in lontananza che caratterizza l'antico borgo.

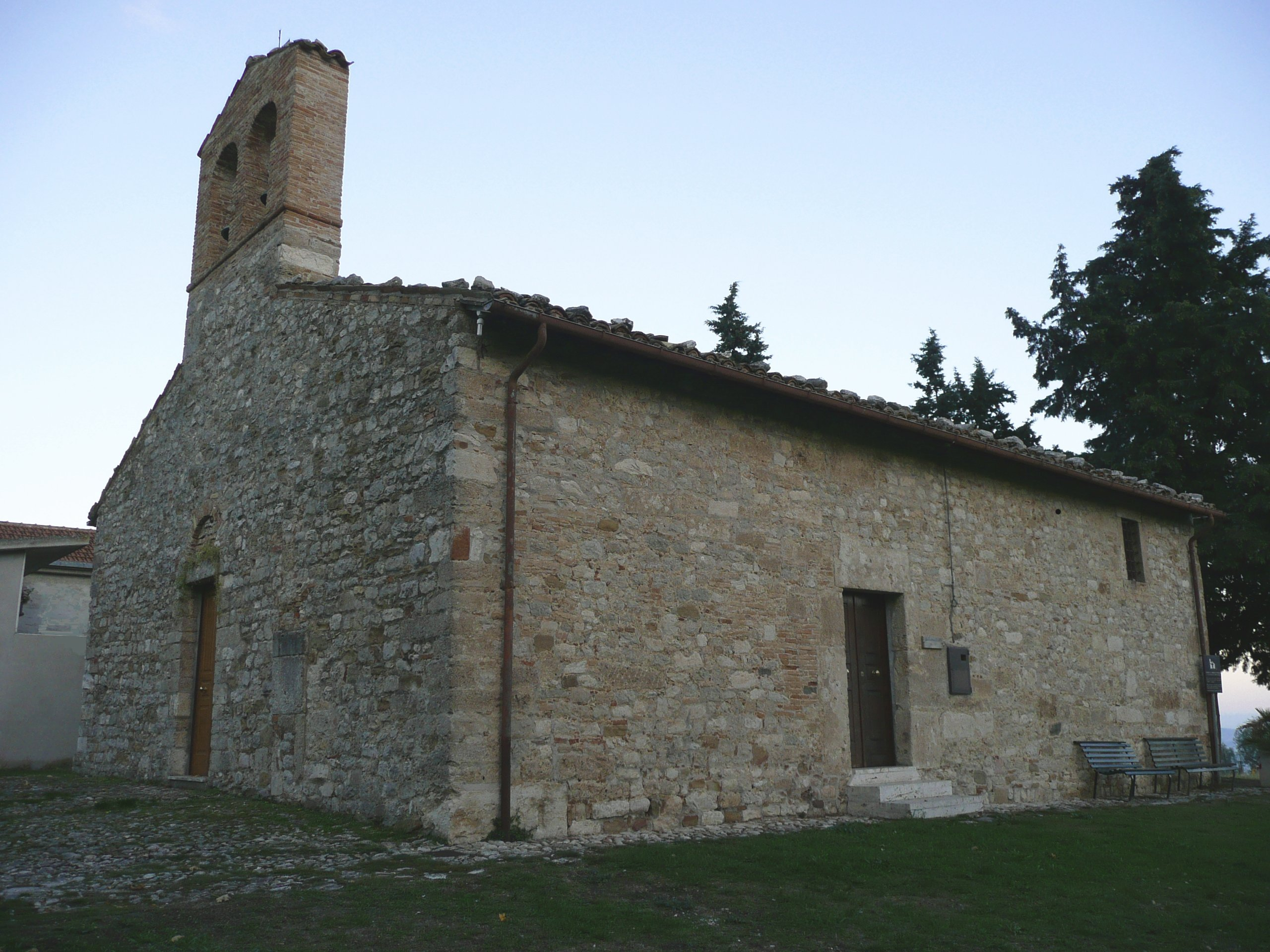
Santa Maria de Praediis

Castagneto da sempre è stato il punto di riferimento per altre località vicine come Pantaneto, Collecaruno, Collemarino e Fonte del Latte. 
Sin dai tempi antichi è stata sede parrocchiale e fino agli anni 1980 ha avuto la scuola elementare. 
Inoltre è sede di un Comitato di Frazione, gestito dai ragazzi del luogo, che svolge opera di aggregazione dei residenti ed è portatore di istanze presso le amministrazioni pubbliche.

## Chiesa romanica di Santa Maria de Praediis
Il luogo di culto è stato costruito nei secoli X - XI utilizzando materiali di spoglio provenienti, probabilmente, dal castello medievale, ora scomparso, che dominava il borgo di Pantaneto, e da ville romane o forse da un tempio dedicato a Vesta o della dea Feronia.
Come testimoniato dallo storico Francesco Aceto, è considerata una delle chiese più antiche della provincia di Teramo. Fu citata per la prima volta nella bolla papale del 27 novembre 1153, redatta da Anastasio IV, che la elenca tra i beni ed i diritti spettanti alla mensa aprutina concessa al vescovo Guido II.